# Eremiascincus fasciolatus
Espèce
Synonymes
- Hinulia fasciolata Günther, 1867
- Euprepes striatulus Steindachner, 1867

Eremiascincus fasciolatus est une espèce de sauriens de la famille des Scincidae.

## Répartition
Cette espèce est endémique de l'Est du Queensland en Australie.

## Publication originale
- Günther, 1867 : Additions to the knowledge of Australian reptiles and fishes. Annals and Magazine of Natural History, sér. 3, vol. 20, p. 45-57 (texte intégral).